# Khrystynivka
Khrystynivka (en ukrainien : Христинівка) ou Khristinovka (en russe : Христиновка ) est une ville de l'oblast de Tcherkassy, en Ukraine. Sa population s'élevait à 10 853 habitants en 2014.

## Géographie
Khrystynivka est située à 167 km — 213 km par la route — au sud-ouest de Tcherkassy. La ville la plus proche est Ouman, distante de 27 km par la route il y a une gare.

## Histoire
La première mention de Khrystynivka remonte à 1574. Le village accéda au statut de commune urbaine en 1927. Pendant la Seconde Guerre mondiale, Khrystynivka fut occupée par l'Allemagne nazie du 27 juillet 1941 au 9 mars 1944. Elle fut libérée par des unités du deuxième front ukrainien de l'Armée rouge. Elle a le statut de ville depuis 1956.

## Population
Recensements (*) ou estimations de la population :
| 1923* | 1926* | 1959* | 1970*  | 1979*  | 1989*  |
| ----- | ----- | ----- | ------ | ------ | ------ |
| 2 480 | 2 601 | 8 545 | 11 881 | 12 878 | 13 332 |

| 2001*  | 2010   | 2011   | 2012   | 2013   | 2014   |
| ------ | ------ | ------ | ------ | ------ | ------ |
| 14 599 | 10 913 | 10 876 | 10 873 | 10 860 | 10 853 |

## Personnalités
Tetyana Nadyrova (1951-), championne olympique de basket-ball en 1976 et 1980, est née à Khrystynivka. 